# Aster neoelegans
Aster neoelegans là một loài thực vật có hoa trong họ Cúc. Loài này được Grierson mô tả khoa học đầu tiên năm 1964.